# Idioma sidético
El sidético es una lengua muerta de la familia indoeuropea, de la rama de las lenguas anatolias, del siglo III a. C., muy mal conocida (únicamente por seis inscripciones). Se hablaba en la antigua Panfilia, región de la actual Turquía.
El nombre actual de este idioma proviene de la ciudad de Side, cuyo nombre en sidético se ignora.

## Escritura sidética
El alfabeto sidético es uno de los más divergentes de entre los alfabetos de Asia Menor y se halla en su mayor parte sin descifrar.